# Manejo de recursos hídricos en la República Dominicana
Con unos recursos hídricos superficiales de 20.000 millones de m³ (BCM) al año, de los cuales 12 BCM son recarga de agua subterránea, los recursos hídricos de la República Dominicana (RD) se podrían considerar abundantes. Sin embargo, la irregular distribución espacial y estacional, unida a un alto consumo en el riego y el abastecimiento urbano de agua, se traducen en la escasez de agua. El rápido crecimiento económico y el aumento de la urbanización también han afectado a la calidad medioambiental y han originado tensiones sobre la base de recursos hídricos de la RD. Además, la RD está expuesta a una serie de riesgos naturales, como huracanes, tormentas, inundaciones, sequías, terremotos e incendios. Se espera que el cambio climático mundial ocasionará choques climáticos permanentes en la región del Caribe que probablemente afectarán a la RD en forma de elevación del nivel del mar, incremento de temperaturas superficiales atmosféricas y del mar, eventos meteorológicos extremos (como los huracanes y las tormentas tropicales), aumento de la intensidad de las precipitaciones (lo cual conducirá a inundaciones más frecuentes y graves) y la incidencia de sucesos como el de "El Niño" con mayor frecuencia y gravedad.
El manejo de los recursos hídricos del país, en especial la calidad y la cantidad de agua, así como el manejo de cuencas hidrográficas, se enfrenta en la actualidad a importantes retos. A pesar de la falta de datos sistemáticos que limitan la realización de una evaluación precisa y detallada del alcance de los problemas, existe un consenso sobre los siguientes aspectos: 1) la baja calidad general de los recursos hídricos superficiales, subterráneos y costeros es el resultado de una falta de manejo de aguas residuales y escorrentía agrícola, la cual causa problemas de salud que afectan a los pobres de manera desproporcionada; 2) la escasez de agua es un problema regional que provoca la falta de manejo de la demanda en el riego, el abastecimiento urbano de agua y la infraestructura turística de las regiones más secas; 3) el manejo insuficiente de las cuencas conduce a la erosión del suelo y amplifica los daños y la frecuencia de inundaciones; y 4) la falta generalizada de manejo de residuos sólidos hace que se contaminen las fuentes de agua, se propaguen enfermedades y se causen molestias a los habitantes y los visitantes. El Gobierno de la RD está en proceso de reducir su papel como inversor principal de la infraestructura de los recursos hídricos y como proveedor de servicios mediante la delegación de algunas responsabilidades a los gobiernos locales y regionales, las organizaciones de usuarios de agua y las empresas privadas.

## Historia del manejo de los recursos hídricos y desarrollos recientes

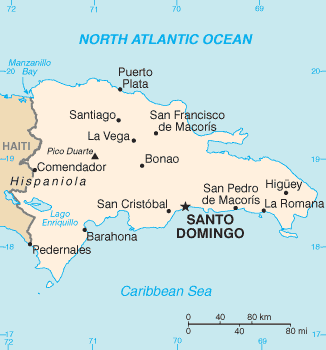
Mapa de la República Dominicana.

A finales del siglo XIX y comienzos del XX, el Gobierno de la RD fue uno de los principales inversores en el desarrollo de la infraestructura hidráulica nacional. Centrado principalmente en el desarrollo de la infraestructura de riego durante los primeros tres cuartos del siglo pasado, el Gobierno de la RD invirtió en las redes de canales y la tecnología de riego, lo que ha permitido aumentar la superficie de regadío de 32.000 hectáreas (ha) en los años 40 a 132.000 ha en 1954. En 1965, el Gobierno de la RD creó el Instituto Nacional de Desarrollo de los Recursos Hidráulicos (INDRHI), responsable de la planificación del uso sostenible de los recursos hídricos y recursos asociados, así como el diseño, la formulación, la ejecución, el control y la evaluación de proyectos, programas y acciones destinados a controlar y regular el agua superficial y subterránea. Durante las últimas tres décadas, el Gobierno de la RD ha descentralizado una serie de responsabilidades del sector del agua a otras instituciones, como la puesta en marcha y el mantenimiento de la infraestructura y la recaudación de cánones de agua para los distritos de riego y las empresas regionales de agua y saneamiento. Además, el sector eléctrico se privatizó de forma parcial en 1998-99, aunque la energía hidroeléctrica se dejó en manos públicas.

## Turismo en la República Dominicana

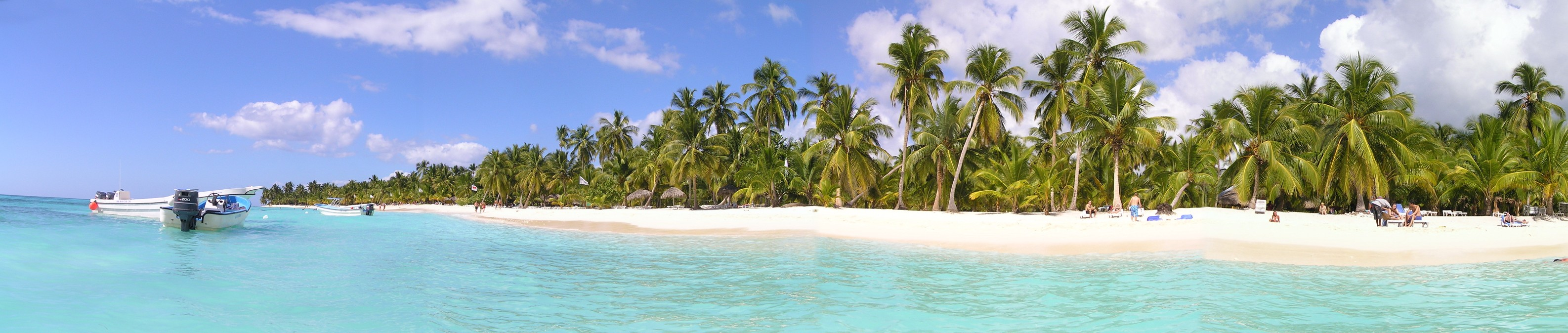
Una playa en Isla Saona.

El turismo es una de las principales actividades económicas de la RD. De hecho, el turismo actualmente representa el 13% del PIB y contribuye al 29% del total de ingresos de exportación. Además, el turismo da cabida a más de 200 empresas y emplea a 200.000 personas. El turismo depende en gran medida de la calidad de los recursos hídricos y el entorno costero. No obstante, la industria del turismo está amenazada por la insuficiencia de servicios de agua y alcantarillado y la contaminación medioambiental provocada por un manejo inadecuado y el desecho de aguas residuales y residuos sólidos.
Por otra parte, el turismo tiene efectos sobre los recursos hídricos y el medio ambiente de la RD. Entre los problemas del manejo de recursos hídricos asociados con el turismo, se encuentran los siguientes: vertido de aguas residuales y residuos sólidos sin tratar a lo largo de la costa, sobreexplotación de agua subterránea, destrucción de la cubierta forestal y pesca en exceso de especies corales y marinas.

## Base de recursos hídricos

### Recursos hídricos superficiales y subterráneos

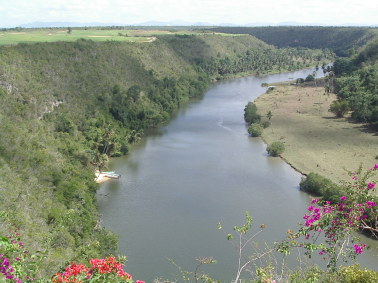
Río Chavón en el este de la RD próximo a la provincia de La Romana.

Los recursos hídricos internos per cápita de la RD son de 2.430 metros cúbicos, lo que está por debajo de la media de las regiones de América Central y el Caribe: 6.645. La demanda de agua actual de 10 000 millones de m³ representa el 44 por ciento de los recursos de agua dulce disponibles totales. Según el Banco Mundial, solamente Barbados, la RD, México y Perú superaron el 10 por ciento de la demanda de las regiones de América Latina y el Caribe. La escasez de agua se refleja en el aumento de la competencia para la asignación de agua superficial y la extracción no sostenible de agua subterránea.
Principales características de las cuencas de drenaje
| Watershed  | River Basin                         | Drainage Surface km² | Average annual rainfall (mm) | Average annual run off (BCM/year) (1) |
| ---------- | ----------------------------------- | -------------------- | ---------------------------- | ------------------------------------- |
| Caribbean  | Bahoruco Mountains                  | 2,814                | 750-2,000                    | 9,500                                 |
| Caribbean  | Yaque del Sur River                 | 5,345                | 700-1,500                    | 9,500                                 |
| Caribbean  | Azua, Bani, San Cristóbal           | 4,460                | 750-2,000                    | 9,500                                 |
| Caribbean  | Ozama River                         | 2,706                | 1,400-2,250                  | 9,500                                 |
| Caribbean  | San Pedro de Marcoris and La Romana | 4,629                | 1,000-2,250                  | 9,500                                 |
| Caribbean  | Higuey                              | 2,207                | 1,000-1,750                  | 9,500                                 |
| Atlantic   | Miches and Sabana del Mar           | 2,265                | 200-2700                     | 10,480                                |
| Atlantic   | Samana Peninsula                    | 854                  | N/A                          | 10,480                                |
| Atlantic   | Northern coastal zone               | 4,266                | 1,000-2,300                  | 10,480                                |
| Atlantic   | Yuna River                          | 5,630                | 1,170-2,250                  | 10,480                                |
| Atlantic   | Yaque del Norte River               | 7,053                | 500-2,000                    | 10,480                                |
| Atlantic   | Dajabon River                       | 858                  | 750-2,000                    | 10,480                                |
| Haití      | Artibonite River                    | 2,653                | 1,200-2,000                  | 1,015                                 |
| Enriquillo | Lake Enriquillo                     | 3,048                | 600-750                      | (2)                                   |
| Total      |                                     | 48,730               | 1,500                        | 20,995                                |

Fuente: FAO
(1) Escorrentía total, incluida la de agua superficial y subterránea.
(2) La escorrentía del lago Enriquillo se incluye en la escorrentía total de las cuencas del Caribe

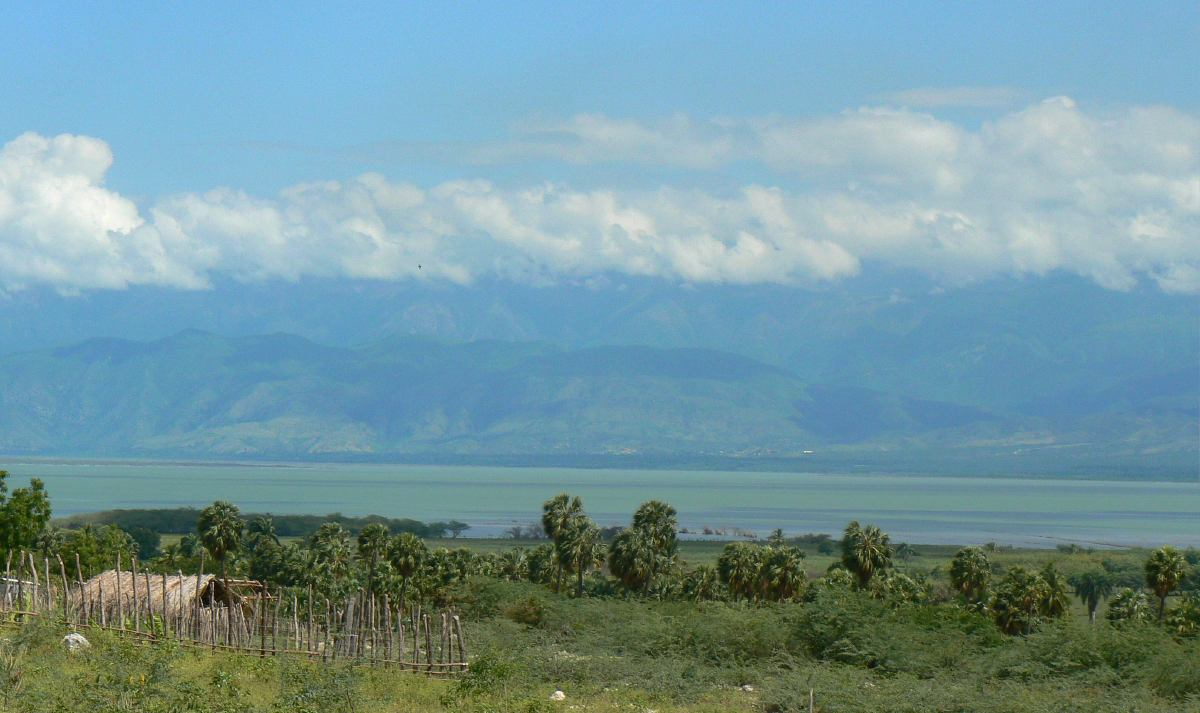
Orilla sur del salino lago Enriquillo, mirando hacia el norte a las montañas de la Sierra de Neiba, provincia Independencia.

De acuerdo con la Organización para la Agricultura y la Alimentación (FAO), el agua subterránea tiene un potencial de 1.500 millones de m³/año, pero en la actualidad se extrae menos de un tercio de este valor. Aunque los acuíferos costeros de piedra caliza contienen solamente un 4 por ciento de las reservas de agua subterránea disponibles, las actividades humanas del sur del país (de Santo Domingo a La Romana y Punta Cana) dependen enormemente de ellos; por ejemplo, el 30 por ciento del abastecimiento de agua de Santo Domingo proviene de fuentes subterráneas. Como resultado, los acuíferos costeros de piedra caliza se consumen de forma excesiva y la intrusión de agua de mar ya alcanza de 20 a 50 km hacia el interior desde la orilla del mar. Muchos acuíferos costeros están en riesgo de contaminación de agroquímicos y la mala colocación de los vertederos de residuos sólidos, lo cual contribuye a que el agua escasee y los recursos no estén disponibles.

### Capacidad de almacenamiento e infraestructura
Según la FAO, la capacidad de almacenamiento de las represas de la República Dominicana es de 2.144 millones de m³, el 85 por ciento de los cuales se almacena en estanques situados detrás de las grandes presas (cuya capacidad supera los 100 millones de m³). Los estanques más grandes almacenan agua con múltiples fines (abastecimiento de agua potable, control de inundaciones, riego y energía hidroeléctrica).
Los resevorios más grandes del país son Hatillo (700 millones de m³) en el río Yuna, Sabana Yegua (560 millones de m³) en el río Yaque del Sur, Bao (244 millones de m³) en el río Bao, y Jiguey (169 millones de m³) y Valdesía (137 millones de m³), ambos en el río Nizao.

## Calidad del agua
Aunque se han llevado a cabo pocos estudios sobre la calidad del agua durante las últimas dos décadas y hay una enorme falta de supervisión adecuada y coherente, las pruebas aisladas sugieren que los niveles de nutrientes, materia orgánica y contaminación bacteriológica en el agua son altos. Por ejemplo, la proporción de muestras con coliformes en los acueductos según el INAPA (la principal empresa de agua, que abastece al 40 por ciento de la población) aumentó del 17 por ciento en 1994 al 23 por ciento en 1998. Esto resulta especialmente sorprendente ya que, de acuerdo con las normas de la RD, la presencia de coliformes en más del 5 por ciento de las muestras indica que el agua ya no es potable.
La contaminación del agua es en buena parte el resultado de la falta de manejo de aguas residuales urbanas pero los residuos sólidos y la agricultura también son contaminantes del agua. En algunos casos, la alta salinidad, los pesticidas y otros contaminantes están presentes en el agua próxima a las zonas agrícolas, urbanas e industriales. Río abajo de las minas de metal, los flujos de efluentes también muestran altos niveles de cadmio, cromo y otros metales pesados: se han encontrado altos niveles de mercurio en las aguas de la Bahía de Samana y también se ha informado de la presencia de pesticidas y contaminantes orgánicos persistentes (como DDT y BPC) en los moluscos del estuario.

## Manejo de los recursos hídricos por sector

### Agua potable y saneamiento
La RD ha alcanzado un sorprendente aumento en el acceso al abastecimiento de agua y el saneamiento durante las dos últimas décadas. Sin embargo, la calidad de los servicios de abastecimiento de agua y saneamiento sigue siendo baja a pesar del alto crecimiento económico del país durante los 90. La RD tiene una población de 8,8 millones de habitantes, de los cuales alrededor del 60% vive en zonas urbanas, y cuenta con un alto número de servicios de agua en las zonas urbanas, con una cobertura del 97% y el 92% de la población urbana con conexiones en los hogares (en comparación con un promedio del 90% en la región de ALyC).
|            |                   | Urban (60% of the population) | Rural (40% of the population) | Total |
| ---------- | ----------------- | ----------------------------- | ----------------------------- | ----- |
| Water      | Broad definition  | 97%                           | 91%                           | 95%   |
| Water      | House connections | 92%                           | 62%                           | 80%   |
| Sanitation | Broad definition  | 81%                           | 73%                           | 78%   |
| Sanitation | Sewerage          | 65%                           | 27%                           | 50%   |

Fuente: OMS/UNICEF Joint Monitoring Program (2006). (
Water y sanitation basados en la encuesta demográfica y de salud de la República Dominicana (2002).
Los datos del programa conjunto de seguimiento no citan el censo de 2002 como fuente. De acuerdo con el censo, según se indica en Uriana Abreu, en la diapositiva 15, la cobertura de saneamiento (definición amplia) fue del 93% (96% en las zonas urbanas y 88% en las zonas rurales). Estas cifras más elevadas de cobertura se pueden deber a una definición más amplia del saneamiento mejorado en el censo en comparación con la encuesta demográfica y de salud utilizada como fuente por el JMP)
Existen importantes diferencias regionales en cuanto a la cobertura. Por ejemplo, según el censo de 2002, en nueve provincias situadas en las partes central, nordeste y este del país, menos del 70% de la población tenía acceso a una fuente mejorada de abastecimiento de agua.
Los hogares pobres muestran niveles inferiores de acceso: solamente el 56% de los hogares pobres cuenta con conexiones a la red de suministro de agua en contraste con el 80% de los hogares no pobres. Solo el 20% de los hogares pobres tiene acceso a saneamiento en oposición al 50% de los hogares no pobres.

## Riego y drenaje
Alrededor del 76% de la superficie de la República Dominicana (8.900 km²) está dedicado a la agricultura, del cual un 17% es para agricultura irrigada. De acuerdo con la FAO, 270.000 ha están equipadas para el riego. El INDRHI estima que la superficie apropiada para riego es de hasta 710.000 ha, teniendo en cuenta la adecuación del suelo y los recursos hídricos disponibles. La mayor parte de la superficie irrigada se encuentra en los valles entre las cordilleras, con unas precipitaciones medias a bajas y unas pocas restricciones en su suelo como pendientes, profundidad del suelo y, en algunos casos, problemas de salinidad asociados con el riego o la presencia de agua salina subterránea.
Las necesidades del subsector riego se relacionan con la mejora de la eficiencia, la productividad y
los aspectos organizativos. De acuerdo con la FAO, se deben buscar soluciones en el uso de mejores tecnologías, el funcionamiento eficiente de los sistemas de riego y los medios adecuados de ayuda financiera. La falta de mantenimiento de la infraestructura existente y el uso irracional del agua son las causas de la baja eficiencia (global) del riego.
La transferencia del manejo del riego a asociaciones civiles de usuarios (ACU), iniciada oficialmente a mediados de los años 80, es un proceso aún en curso que está dando resultados positivos con sistemas de riego en 127.749 ha (46% de la superficie total de regadío nacional) y está manejado por 41.329 usuarios (57% del total de usuarios). No obstante, el proceso de transferencia y el rendimiento de las ACU están lejos de ser ideales. Mientras que las ACU muestran un aumento significativo en la recuperación de costos, especialmente en comparación con los bajos índices en las zonas con manejo estatal, es necesario un alto subsidio por parte del gobierno para ayudar a cubrir los costos de operación y mantenimiento de sus sistemas.

### Energía hidroeléctrica
En 2008, la RD disponía de una capacidad hidroeléctrica instalada de 470 MW, lo cual representa el 14% de la capacidad de generación eléctrica. Se prevé que, para 2012, se añadirán 762 MW adicionales. Las primeras tres plantas hidroeléctricas nuevas con una capacidad combinada de 240 MW son:
- Pinalito, con 50 MW, en los ríos Tireo y Blanco,
- Palomino, con 99 MW, en la confluencia de los ríos Yaque del Sur y Blanco, y
- Las Placetas, con 87 MW, que implica un trasvase intercuencas desde el río Bao hasta el río Jaguá.

Las dos primeras plantas empezaron a construirse en 2008.
La participación detallada de las diferentes fuentes es la siguiente:
| Source             | Installed capacity (MW) | Share (%) |
| ------------------ | ----------------------- | --------- |
| Steam turbines     | 606.2                   | 17.9%     |
| Gas turbines       | 572.7                   | 16.9%     |
| Combined cycle     | 804                     | 23.7%     |
| Fuel oil engines   | 912                     | 26.9%     |
| Diesel oil engines | 30                      | 0.9%      |
| Hydroelectricity   | 469.3                   | 13.8%     |

Fuente: Estadísticas de la Superintendencia de Electricidad, 2006

## Marco legal e institucional

### Marco legal
La vigente ley del agua n.º 5852, aprobada en 1962 y modificada por las leyes 281, 238 y 431, estableció los aspectos principales del marco legal para el manejo de los recursos hídricos en la RD, incluidos los siguientes: 1) el agua como dominio público (lo que significa que la propiedad del agua reside con los pequeños propietarios o es pública), 2) el sistema de concesiones para el uso del agua, 3) establecimiento de prioridades del uso municipal del agua, 4) prohibición de contaminación del agua, y 4) participación de los usuarios en el manejo de los recursos hídricos. La ley del agua relaciona los derechos del agua con la propiedad privada o los proveedores de servicio público e impone la limitación a los derechos de propiedad privada del agua de que ésta se origine en la superficie del propietario en forma de manantiales o agua de lluvia.
Además, la ley n.º 6 de 1965 creó el Instituto Nacional de Recursos Hidráulicos (INDRHI), la autoridad nacional del agua, asignándole funciones en tres niveles: 1) desarrollo y planificación de políticas a nivel constitucional (normativa); 2) administración de derechos sobre el agua, aplicación de las regulaciones y servicios hidrológicos a nivel organizativo; y 3) el uso del agua para el sistema de riego a nivel operativo.

### Marco institucional
El Instituto Nacional de Recursos Hidráulicos dominicano (INDRHI), bajo el Ministerio de Medio Ambiente, es responsable del manejo de los recursos hídricos y recursos relacionados, así como del diseño, la implementación, la supervisión y la evaluación de programas, proyectos y actividades destinados a controlar y regular el uso de aguas superficiales y subterráneas. El INDRHI colabora con otras instituciones sectoriales como: 1) la Secretaría de Estado de Agricultura y el Instituto Superior de Agricultura dominicano, 2) el Instituto Nacional de Aguas Potables y Alcantarillados (INAPA), con un centro de servicios públicos que funciona en pequeños pueblos y zonas rurales y varios centros de servicios públicos regionales de aguas potables y alcantarillados en las ciudades de Santo Domingo, Santiago, Moca, Puerto Plata y Romana, 3) el Ministerio de Salud Pública y 4) la Corporación Dominicana de Electricidad.

### Estrategia del gobierno
El Gobierno de la RD está en proceso de diseño de un nuevo marco legal e institucional para el manejo de los recursos hídricos. En concreto, el gobierno está elaborando el borrador de una nueva ley general de aguas y una ley de abastecimiento de agua y saneamiento después de varios intentos anteriores. El desarrollo del marco legal e institucional para el manejo integrado de los recursos hídricos dependerá enormemente de estas leyes.

### Acuerdos internacionales
La República Dominicana y Haití firmaron el Tratado de Paz, Amistad y Comercio el 20 de febrero de 1929, que incluía un acuerdo sobre la definición de las fronteras y la distribución de agua de varios ríos como el río Artibonito, el Pedernales y el Masacre. Ambas partes aceptaron no construir ninguna obra que cambiara el curso o el flujo de ningún río compartido.
La cuenca se maneja a través del ‘Service des Ressources en Eau’ (SNRE) en Haití y el ‘Instituto Nacional de Recursos Hídricos’ (INDRHI) en la República Dominicana. Ambas entidades cuentan con recursos humanos competentes, aunque los medios financieros son escasos, especialmente en Haití. Las disputas por las cuencas han surgido principalmente por motivos económicos, sociales y políticos complejos, más que por la falta de apoyo o coordinación de ambas áreas técnicas.

## Aspectos financieros

### Cánones de agua
Según la FAO, los cánones de agua son demasiado bajos para cumplir los requisitos de mantenimiento y operación de la infraestructura hidráulica. Por ejemplo, la recuperación de costos por el agua y el saneamiento es mínima. Las tarifas medias son moderadas a 0,21 US$ por metro cúbico por agua y a 0,07 US$ por metro cúbico por saneamiento. Además, las tasas de cobro por abastecimiento de agua y saneamiento son extremadamente bajas, a solo un 28%. Según una estimación de la OMS de 1998, los hogares solo pagaron de media 0,50 US$ al mes por el agua y 0,09 US$ al mes por el saneamiento como resultado de que las tarifas fueran moderadas y las tasas de cobro muy bajas. Como es lógico, las compañías regionales de agua y saneamiento y el INAPA (la autoridad nacional en materia de aguas y saneamiento) dependen en gran medida de las transferencias del presupuesto central para financiar sus operaciones. Los esquemas existentes carecen de transparencia y eficiencia en el uso de los subsidios.
La situación es similar para los servicios de riego, en los que las tasas anuales varían de
4,75 US$/ha en algunas regiones a 24 US$/ha en otras. Los costos del agua por agricultor solo representan del 0,21% al 0,58 % del costo de producción total. Los gastos operativos y de mantenimiento en los distritos de riego del INDRHI para 1997 fueron de 6,24 millones US$ (media de 35 US$ /ha.) mientras que las ganancias (ingresos por los cánones de agua) fueron solamente del 13,8% de este valor.

### Inversión
Según la FAO, la inversión gubernamental anual en recursos hídricos e infraestructura de riego es de alrededor de 100 millones US$.
El presupuesto del INDRHI en 2001 fue de 930 millones RD$ (unos 26 millones US$) y se destinó principalmente a obras de riego, a pesar de las responsabilidades del INDRHI respecto de otras responsabilidades de manejo como la calidad del agua y el manejo del agua subterránea.

## Problemas medioambientales

### Riesgos relacionados con el agua
La degradación de las cuencas superiores, principalmente por la erosión del suelo, tiene importantes efectos río abajo. Se ha estimado que los índices de erosión son cuatro veces los de 1980. La sedimentación en toda la RD, ha reducido la capacidad de almacenamiento entre el 10 y el 25 por ciento, con importantes efectos económicos para la industria hidroeléctrica (suponiendo que la pérdida de generación hidroeléctrica fuera de un 20 por ciento, el costo de enlodadura de la represa solamente en generación hidroeléctrica perdida superaría los 10 millones US$ al año). Además, la degradación de las cuencas incrementa los costos de mantenimiento de otros sistemas hidráulicos, como los canales de riego y la infraestructura de abastecimiento de agua, y afecta a la calidad del agua costera. La alta turbidez de los sedimentos terrestres impide la formación de arrecifes en la mayor parte de la costa dominicana.
La RD está expuesta a una serie de riesgos naturales, como huracanes, tormentas, inundaciones, sequías, terremotos e incendios. La fuerza destructiva de estos fenómenos puede ser enorme: en 1998, el Huracán Georges provocó pérdidas económicas estimadas en 2.193 millones US$ (14 por ciento de la RNB) y 235 muertes. En concreto, los choques climáticos han causado un drástico aumento en la incidencia de grandes eventos meteorológicos durante los últimos cuarenta años, con 491 grandes eventos meteorológicos registrados durante la última década, en comparación con los 126 entre 1960 y 1969. Las inundaciones se han convertido en el desastre registrado más habitual durante los años 90, sustituyendo a los incendios por primera vez en casi cincuenta años. Resulta alarmante que las inundaciones estén provocadas en su mayor parte por eventos meteorológicos no extremos. De los 464 grandes eventos de inundaciones registrados entre 1966 y 2000, solo 33 fueron causados por huracanes o tormentas tropicales, mientras que la aplastante mayoría de inundaciones tuvo su origen en las precipitaciones durante la temporada de lluvias.

### Posibles impactos del cambio climático
Se espera que el cambio climático mundial ocasionará choques climáticos permanentes en la región del Caribe, incluidos la elevación del nivel del mar, el incremento de temperaturas superficiales atmosféricas y del mar, eventos meteorológicos extremos (como los huracanes y las tormentas tropicales) y la incidencia de sucesos como el de "El  con mayor frecuencia y gravedad. La degradación medioambiental acelerada por el crecimiento demográfico, la deforestación y la falta de medidas de mitigación intensificarán el impacto de los desastres en el futuro.
En cuanto al impacto del cambio climático sobre los recursos hídricos, y según el primer comunicado de la RD, se prevé una gran reducción de la distribución espacial de las precipitaciones y la escorrentía total para el año 2100, lo cual demuestra un cambio estructural que acelera el cambio de las zonas más húmedas a las más secas y la expansión de las zonas del país consideradas históricamente como las más secas.

### Programas e iniciativas en curso
En mayo de 2008, el Banco Mundial aprobó un préstamo de 80 millones de US$ para restaurar y fortalecer las infraestructuras de riego, electricidad, agua y alcantarillado dañadas por las tormentas tropicales Olga y Noel, mejorar las infraestructuras más críticas para reducir el impacto relacionado con las tormentas y reforzar la capacidad básica para el futuro manejo de riesgos del INDRHI y la CDEEE.